# Battaglia di Ponte San Pietro
La battaglia di Ponte San Pietro fu uno scontro verificatosi nel febbraio 1315 tra i guelfi milanesi guidati dai Della Torre e gli alleati fuoriusciti cremonesi, bergamaschi e lodigiani, e le forze imperiali guidate da Lodrisio Visconti nei pressi dell'omonima cittadina bergamasca.

## Storia

### Antefatti
Nell'ottobre 1310 Enrico VII di Lussemburgo scese nella Penisola e il 6 gennaio 1311 fu incoronato Re d'Italia nella Basilica di Sant'Ambrogio, a Milano, da parte di Cassono della Torre, arcivescovo della città. Durante la sua permanenza i Della Torre organizzarono una fallimentare rivolta contro gli imperiali che costò la distruzione del loro palazzo (ubicato presso la moderna piazza della Scala) e costrinse alla fuga del signore di Milano, Guido della Torre. L'imperatore cercò quindi di far valere i diritti imperiali e tassare diverse città italiane, alcune delle quali, in particolare Cremona e Brescia, si ribellarono chiudendo le porte in faccia all'esercito imperiale e cacciandone i vicari. Nell'ottobre 1311, con la caduta di Brescia, l'imperatore riuscì a mettere temporaneamente fine alle rivolte e dopo aver nominato Matteo Visconti vicario imperiale a Milano e Amedeo V di Savoia vicario generale in Lombardia, si ritirò con il suo esercito a Genova. Nel febbraio del 1312 Amedeo V di Savoia abbandonò l'incarico di vicario generale di Lombardia e fu sostituito dal conte Werner von Homberg con il titolo di Capitano generale della Lega e confederazione delle città fedeli all'impero ovvero Milano, Como, Novara, Vercelli, Bergamo, Brescia, Lodi, Cremona e Piacenza. Mentre Werner von Homberg sedava una rivolta a Vercelli, Antonio Fissiraga fece sollevare Lodi e altre cittadine lodigiane contro l'autorità imperiale. Il conte tedesco, tuttavia, riuscì a sedare la rivolta costringendo il Fissiraga alla fuga.

### Battaglia
Nel febbraio del 1315 un esercito guelfo guidato dal cremonese Ponzino Ponzoni e costituito da guelfi milanesi fedeli a Guido della Torre, bergamaschi, cremonesi e lodigiani si diresse disordinatamente verso il borgo di Ponte San Pietro, nel tentativo di catturare Bergamo. Venne loro incontro Lodrisio Visconti con 1 000 cavalieri e 500 fanti scelti, inviati qualche tempo prima a difesa della città da Matteo I Visconti, ora di fatto signore di Milano in qualità di vicario imperiale. 
L'esercito guelfo assaltò le forze ghibelline ma, dopo un lungo combattimento, fu pesantemente sconfitto. Secondo il Corio caddero molti furono presi prigionieri e venne catturato un grande bottino.

### Conseguenze
La sconfitta indusse i guelfi pavesi a chiedere aiuto a Roberto d'Angiò, re di Napoli, in cambio del dominio sulla città di Milano.